# ژان بستین
ژان بستین (فرانسوی: Jean Bastien‎؛ ۲۱ ژوئن ۱۹۱۵ – ۷ اوت ۱۹۶۹) بازیکن و مربی فوتبال اهل فرانسه بود.
از باشگاه‌هایی که در آن بازی کرده‌است می‌توان به باشگاه فوتبال مون‌پلیه، باشگاه فوتبال المپیک مارسی اشاره کرد.
وی همچنین در تیم ملی فوتبال فرانسه بازی کرده‌است.